# Ewings sarkom
Ewings sarkom är en elakartad tumör som kan finnas både i och utanför skelettet. Ewings sarkom drabbar oftast unga pojkar i ålder 10–15 år. Vanligast uppkommer tumören på långsmala skelettben dvs. smalben, lårben samt revben. 
För att kunna fastställa om patienten lider av Ewings sarkom måste man ta prov från tumören och analysera detta i mikroskop. På cellnivå känns Ewings sarkom (och andra medlemmar av en tumörfamilj som kallas PNETs) igen på närvaron av p30/32 (produkten av mic-2 genen). Sjukdomen har också en cytogenetisk abnormalitet, nämligen en omflyttning (translokation) av de långa armarna hos kromosom 11 och kromosom 22 som skapar en genprodukt med hittills (2004) okänd funktion.
Trots att tumören är mycket elakartad så kan man genom kemoterapi och strålbehandling få ner dödligheten till ca 30 %.
Den vanligaste behandlingen för Ewings sarkom pågår under ungefär ett år och påbörjas med cellgiftsbehandling. Därefter kan det förekomma strålbehandlig för att kapsla in tumören och minska risken för spridning under en kommande operation. Efter en operation fortsätter oftast en lättare typ av cellgiftsbehandling för att säkerställa att inga levande cancerceller lever kvar i kroppen efter avslutad behandling. Efter att man avslutat behandlingen följer återbesök varannan månad under första året och var fjärde månad under andra året. Återbesöken pågår i 10 år.
Den här typen av tumör beskrevs av James Ewing (därav namnet) vid ett möte hos New York Pathological Society 1920, men redan 1866 och 1890 hade Georg Albert Luecke respektive Otto Hildebrand beskrivit liknande tumörer.